# Materdomini (Matera)
A Materdomini egy templom Matera központjában.

## Története
A templom 1680-ban épült a Santo Spirito-barlangtemplom helyén, a máltai lovagrend nagymestere Silvio Zurla parancsára. Az egyszerű homlokzatot egy erkély valamint a nagymester és a lovagrend címerei díszítik, valamint egy Madonna a gyermek Jézussal terrakottaszobor. A puritán templombelső egyetlen ékessége a színes mozaikból készült, Angyali üdvözletet ábrázoló oltár, amelyet Persio iskolájának egyik tanítványa készített a 16. században.
A Piazza Vittorio Veneto 1880-as átépítésekor bukkantak rá az egykori bencés Santo Spirito-barlangtemplomra. Valószínűleg a 10. század elején épült. Az egykori építményből fennmaradt az aula, amelyet lakásként is használtak a szerzetesek, valamint a tufába vájt szentély. A fennmaradt falfestmények közül a legértékesebb a Szent Zsófiát ábrázoló. A templom a bencésektől a máltai lovagrend tulajdonába került, akik egy Szűzanya-jelenés tiszteletére felépítették helyén a Materdomini-templomot.